# José Rojo Martín
José Rojo Martín (Salas de los Infantes, 23 maart 1968) is een Spaanse gewezen voetballer (middenvelder) en werkloze trainer. Hij is beter bekend onder de naam Pacheta.

## Voetballer
Als voetballer was hij actief in de jaren negentig. Hij speelde in verschillende teams uit de Primera División en de Segunda División A (CP Mérida, CD Numancia), maar het was bij RCD Espanyol, waar hij zijn grootste sportieve momenten kende, zonder dat hij echt ooit een vaste waarde was.
Hij eindigde zijn spelerscarrière bij Numancia, de club waar hij in 2007 toetrad tot de technische staf als technisch secretaris.

## Trainer
Na het ontslag van de Kroatische Sergio Kresic debuteerde hij tijdens het seizoen 2008–2009 als coach van CD Numancia. Zijn komst naar de bank hielp de ploeg uit Soria niet om het behoud in de Primera División veilig te stellen. Het meest bescheiden team van de afdeling keerde onmiddellijk terug naar de Segunda División A en Pacheta keerde het volgende seizoen terug naar de kantoren van de club. Hij behield de functie van teammanager tot in de zomer van 2010, toen hij de club verliet.
In februari 2011 werd hij coach van de historische club Real Oviedo, die uitkwam in de Segunda División B. De ploeg doorliep in die tijd een ernstige crisis, die hun aan de rand van de degradatie naar Tercera División bracht. Hij zorgde voor de ommekeer en de ploeg behaalde nog een mooie achtste plaats. Aan het einde van het seizoen verlengde hij zijn contract bij de club uit Asturië voor het seizoen 2011–2012. De bedoeling van de club was om de terugkeer naar de Segunda División A af te dwingen. Na dit seizoen 2011–2012, dat zowel veel goede als slechte momenten kende en uiteindelijk werd afgesloten op een zesde plaats, werd de samenwerking niet meer verlengd.
Tijdens het seizoen 2012–2013 kende een andere ambitieuze ploeg uit de Segunda División B, FC Cartagena, onder leiding van José Francisco Grao García een droomstart met zes overwinningen op een rij. Maar toen van de tien daaropvolgende wedstrijden slechts twee gewonnen werden en drie gelijkgespeeld, werd Pato ontslagen op dinsdag 11 december en onmiddellijk vervangen door Pacheta. Hij leidde de ploeg vanaf de zeventiende wedstrijd met als doel de promotie naar de Segunda División A af te dwingen. Op het einde van de reguliere competitie eindigde de ploeg op de tweede plaats na Real Jaén en plaatste zich zo voor de kwartfinale van de eindronde, die twee van de vier stijgers bepaalt. Aangezien hij de ploeg niet kon plaatsen voor de eindronde van de kampioenen, werd Pacheta voor de start van de eindronde ontslagen door voorzitter Francisco Gómez Hernández en vervangen door José Miguel Campos Rodriguez.
Net na het begin van het seizoen 2013–2014 vond hij onderdak bij de Poolse eersteklasser, Korona Kielce. De ploeg stond na vier wedstrijden zestiende en laatste met één schamel puntje. Op het einde van de reguliere competitie was de ploeg doorgestegen naar een elfde plaats en moest meespelen in de play off die de dalers zou aanduiden. Daar werd de ploeg uiteindelijk zesde van acht ploegen en kon zo het behoud bewerkstelligen.
Voor het seizoen 2014-2015 tekende Pacheta voor het net naar Segunda División B gedegradeerde Hércules CF, met de opdracht om de ploeg onmiddellijk terug te brengen naar het tweede niveau van het Spaanse voetbal. Hij werd op 26 januari 2015 na de tweeëntwintigste competitiewedstrijd ontslagen toen de ploeg na twee gelijke spelen en twee verliespartijen was afgezakt naar de vierde plaats in de stand op zeven punten verwijderd van de eerste plaats.
Vanaf januari 2016 ging hij in Thailand aan de slag bij Ratchaburi Mitr Phol Football Club.  Hij bleef er tot het einde van het seizoen;
Tijdens de maand januari 2018 nam over bij Elche CF, met de opdracht om de club te plaatsen voor de play offs en de vorig seizoen verloren plaats in de Segunda División A weer te heroveren.  De ploeg eindigde als derde en kon zich zo plaatsen voor de eindronde.  Tijdens deze play offs dwongen ze de promotie naar de Segunda División A af.  Hij volgde het team tijdens het seizoen 2018-2019.  De ploeg eindigde in de middenmoot van de zilveren afdeling en sloot de competitie op de elfde plaats af.  Het daaropvolgende seizoen 2019-2020 zou een speciale ontknoping hebben door de coronapandemie.  Tijdens de laatste speeldag was Elche in strijd met CF Fuenlabrada, maar de ploeg uit Madrid verloor de laatste wedstrijd tegen degradant Deportivo La Coruña en zo eindigde Elche op de zesde plaats, net genoeg om zich te plaatsen voor de eindronde.  De beide rondes verliepen gelijkaardig.  Zowel de derde gerangschikte Real Zaragoza als de vijfde gerangschikte  Girona FC werden uitgeschakeld door eerst een 0-0 thuiswedstrijd en een 0-1 overwinning op verplaatsing met een doelpunt op het einde van de wedstrijd.  Zo keert de ploeg dankrij Pacheta na vijf jaar weer terug naar het hoogste niveau van het Spaanse voetbal.  Ondanks deze twee promoties in tweeëneenhalf jaar meldde het team twee dagen na het behalen van de tweede promotie dat de samenwerking met de coach stopgezet werd.  De dag erna werd reeds Jorge Almirón als zijn opvolger benoemd.
Hij bleef een half jaar zonder ploeg, tot op 11 januari 2021 tekende voor SD Huesca, een andere nieuwkomer uit de Primera División.  Hij verving er Míchel Sánchez, die twaalf punten behaalde uit achttien wedstrijden en zo op de laatste plaats stond zes punten minder dan de laatste geredde ploeg.  Op het einde van het seizoen had de ploeg vierendertig punten behaald uit achtendertig wedstrijden en strandde zo op een achttiende plaats, twee punten te weinig om het behoud te bewerkstelligen.  Zo kwam er een einde aan de samenwerking met de club.
Op 16 juni 2021 tekende hij voor het seizoen 2021-2022 een contract bij Real Valladolid.  Deze ploeg had op het einde van vorige seizoen, net als zijn voorgaande werkgever, haar plaats op het hoogste Spaanse niveau verloren.  De bedoeling was om zo snel als mogelijk terug te keren naar het verloren niveau.